# بقية الجمهورية التشيكية

جميع الأراضي التي استولت عليها تشيكوسلوفاكيا من قبل جيرانها في أكتوبر 1938 (" اتفاقية ميونيخ ") ومارس 1939 - تم تسمية Resttschechei رقم 5

Resttschechei أو Rest-Tschechei (    حرفيا بقية التشيك    ) كانت التسمية النازية  المستخدمة في الأجزاء التشيكية المتبقية من الجمهورية التشيكوسلوفاكية الثانية التي ضمتها ألمانيا النازية في الواقع في 15/16 مارس 1939 كمحمية لبوهيميا ومورافيا مع احتلالها العسكري. حدث هذا بعد تقديم إنذار نهائي للرئيس إميل هاشا خلال زيارته لهتلر في مارس في برلين، مما يهدد بأن رفضه سيعني الاستعباد الصريح للشعب التشيكي المستقل. 
فقدت تشيكوسلوفاكيا بالفعل أراضي كبيرة في عام 1938 و1939، والتي تم التنازل عنها لبلدان أخرى أو انفصلت: 
- تم ضم سوديتنلاند، بعد التدخل في مؤتمر ميونيخ (10 أكتوبر 1938) من قبل المملكة المتحدة وفرنسا وإيطاليا، سلمياً من قبل ألمانيا النازية في 21 نوفمبر.
- زاولزي  (أجزاء من سيليزيا التشيكية حول تشيسكي تشين) أخذت من قبل بولندا في عام 1938. بعد الغزو الألماني لبولندا، تم دمج هذه الأراضي في مقاطعة سيليزيا الألمانية.
- ضمت Felvidék أو المجر العليا (الأجزاء الجنوبية من سلوفاكيا و روثينيا الكارباتية ) من قبل المجر في عام 1938 في جائزة فيينا الأولى
- أعلنت سلوفاكيا استقلالها في 14 مارس 1939 بتحريض من ألمانيا النازية. كما فقدت قطاعًا من الأراضي في الشرق أمام المجر خلال الحرب السلوفاكية المجرية.